# Ascosacculus
Ascosacculus es un género de hongos de la familia Halosphaeriaceae. El género contiene dos especies.